# Northampton (Schiff, 1930)
Die USS Northampton (CL/CA-26) war ein Schwerer Kreuzer der gleichnamigen Klasse und stand im Dienst der United States Navy. Das Schiff wurde 1930 in Auftrag gegeben und war ursprünglich als Leichter Kreuzer geplant, wurde dann jedoch wegen ihrer schweren Artillerie als Schwerer Kreuzer eingestuft. Während des Zweiten Weltkriegs diente es im Pazifik und wurde von einem japanischen Torpedo während der Schlacht bei Tassafaronga am 30. November 1942 versenkt.
Der Kreuzer wurde nach der Stadt Northampton (Massachusetts) benannt.